# Euluperus
Euluperus là một chi bọ cánh cứng trong họ Chrysomelidae.
Chi này được miêu tả khoa học năm 1886 bởi Weise.

## Các loài
Các loài trong chi này gồm:
- Euluperus africanus (Laboissiere, 1920)
- Euluperus cyaneus (Joannis, 1866)
- Euluperus cyaneus Joannis, 1865
- Euluperus hermonensis Lopatin, 1997
- Euluperus major Weise, 1886
- Euluperus major Weise, 1886
- Euluperus xanthopus (Duftschmid, 1825)
- Euluperus xanthopus Duftschmid, 1825